# میشائل کیسکه
میشائل کیسکه (به آلمانی: Michael Kiske) به خاطر خوانندگی در گروه پاور متال آلمانی هلووین مشهور است. او در ۲۴ ژانویه ۱۹۶۸ در هامبورگ آلمان متولد شد. او علاوه بر خوانندگی و ضبط یک آلبوم شخصی در ۱۹۹۶، کتابی نیز با عنوان 'Kunst Und Materialismus' نوشته‌است که فقط در نسخه آلمانی منتشر شده‌است.

## سبک خوانندگی
در مقایسه با کای هانسن، مایکل صدایی تمیزتر و مرتعش تری دارد. به نظر گروهی، کیسکه خواننده‌ای غیرطبیعی برای هوی متال دههٔ ۸۰ است، به ویژه در مورد پهنای صدا و توانایی او در اجرای اصوات بسیار بالا (نت‌های زیر یا تیز).

## همکاری‌ها
مایکل با افراد و گروه‌های بزرگی چون هلووین، گاما ری، تیمو تولکی، مستر پلن، تریبوزی، ادگای، ایندیگو داییینگ، روولیشن رنسانس همکاری داشته‌است.